# Церква святого великомученика Юрія Переможця (Кайтанівка)
Церква святого великомученика Юрія Переможця в Кайтанівці — парафія і храм греко-католицької громади Хмельницького деканату Кам'янець-Подільської єпархії Української греко-католицької церкви в селі Кайтанівка Хмельницької области.

## Історія церкви
4 травня 2014 року архиєпископ і митрополит Тернопільсько-Зборівський Василій Семенюк освятив каплицю Святого Великомученика Юрія Переможця в селі Кайтанівка Хмельницької області.
До побудови каплиці вірні з цього села не мали власного храму і відвідували богослужіння в сусідніх селах.

## Парохи
- о. Іван Бойко (з 7 листопада 2013).